# Philodendron multispadiceum
Philodendron multispadiceum är en kallaväxtart som beskrevs av Adolf Engler. Philodendron multispadiceum ingår i släktet Philodendron och familjen kallaväxter.
Artens utbredningsområde är Colombia. Inga underarter finns listade.